# Chris Pozniak
Chris Pozniak né le 10 janvier 1981 à Cracovie en Pologne, est un joueur international canadien de soccer qui joue au poste de défenseur.

## Biographie

### Carrière internationale
Chris Pozniak obtient sa première sélection en entrant en cours de jeu contre Haïti lors du premier match des canadiens dans la Gold Cup de 2002, le Canada finira d'ailleurs à la 3e place.
Par la suite, il est encore convié à la Gold Cup en 2003, 2005, 2007 et 2009.

## Palmarès
Canada
- Troisième de la Gold Cup 2002